# 10737 Brück
10737 Brück è un asteroide della fascia principale. Scoperto nel 1988, presenta un'orbita caratterizzata da un semiasse maggiore pari a 1,9043830 UA e da un'eccentricità di 0,1306217, inclinata di 19,17171° rispetto all'eclittica.